# (4347) Reger
(4347) Reger es un asteroide perteneciente al cinturón de asteroides, descubierto el 13 de agosto de 1988 por Freimut Börngen desde el Observatorio Karl Schwarzschild, en Tautenburg, Alemania.

## Designación y nombre
Designado provisionalmente como 1988 PK2. Fue nombrado Reger en honor al compositor, organista, pianista y profesor alemán Max Reger.

## Características orbitales
Reger está situado a una distancia media del Sol de 3,051 ua, pudiendo alejarse hasta 3,255 ua y acercarse hasta 2,847 ua. Su excentricidad es 0,066 y la inclinación orbital 0,556 grados. Emplea 1946 días en completar una órbita alrededor del Sol.

## Características físicas
La magnitud absoluta de Reger es 12,4. Tiene 16,686 km de diámetro y su albedo se estima en 0,076.